# سیمون کاوالی
سیمون کاوالی (انگلیسی: Simone Cavalli؛ زادهٔ ۱۰ ژانویهٔ ۱۹۷۹) بازیکن فوتبال اهل ایتالیا است.
از باشگاه‌هایی که در آن بازی کرده‌است می‌توان به باشگاه فوتبال رجینا، باشگاه فوتبال مودنا، باشگاه فوتبال مسینا، باشگاه فوتبال کیه‌وو ورونا، باشگاه فوتبال فروزینونه، باشگاه فوتبال باری، باشگاه فوتبال چزنا، آ.اس.آ ترگو مورش، و باشگاه فوتبال ویچنزا اشاره کرد.